# Hans Schwathe
Hans Schwathe, eigentlich Johannes Schwathe (* 28. Mai 1870 in Strachwitzthal, Österreichisch-Schlesien; † 27. Oktober 1950 in Wien) war ein österreichischer Bildhauer und Medailleur.

## Leben

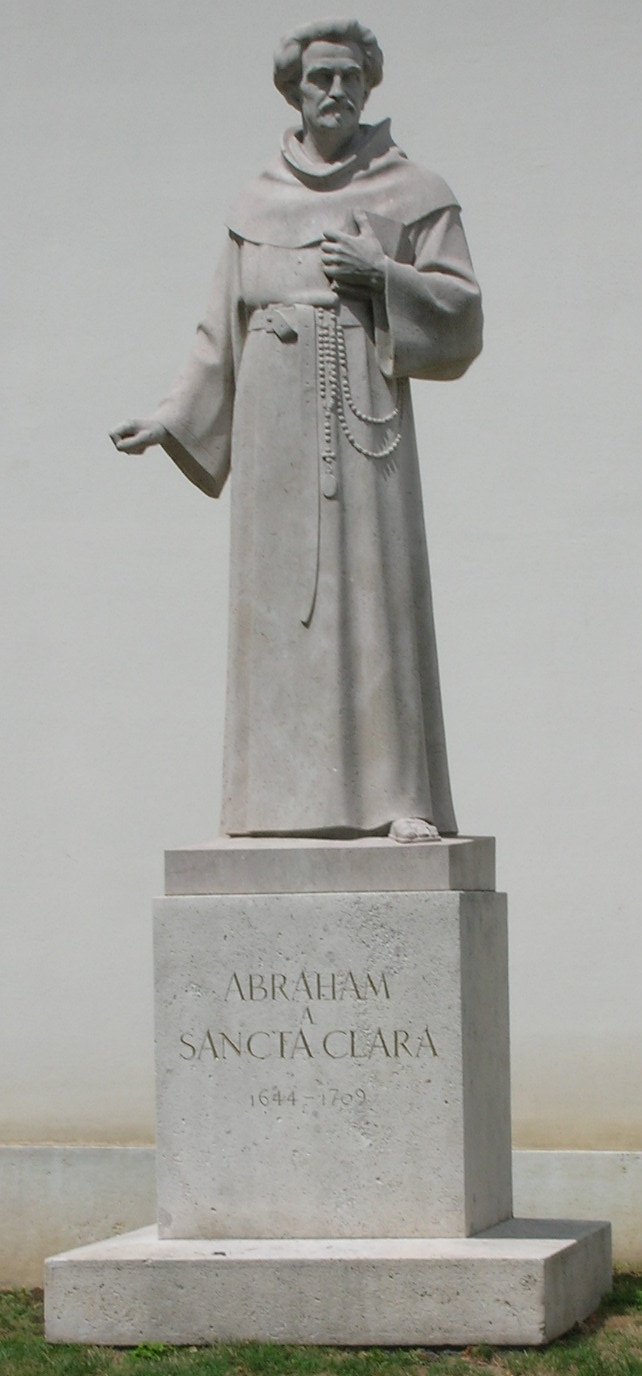
Hans Schwathe: Abraham-a-Sancta-Clara-Denkmal im Wiener Burggarten, 1928

Schwathe erhielt zwischen 1887 und 1890 an der Schlesischen Staatsfachschule für Steinbearbeitung in Saubsdorf beim Fachschuldirektor Eduard Zelenka eine Ausbildung als Steinmetz mit dem Spezialgebiet der Marmorbearbeitung. Anschließend studierte er bis 1898 an der k.k. Kunstgewerbeschule des k.k. Österreichischen Museums für Kunst und Industrie in Wien bei Otto König und August Kühne. Danach vervollständigte Schwathe seine Kenntnisse ein Jahr lang auf der Basis eines Arbeitsstipendiums in Italien. Auf Vermittlung des Direktors des Schlesischen Landesmuseum Troppau, Edmund Wilhelm Braun, erhielt Schwathe 1902 mit dem Grabmal für Dr. Otto Zinsmeister seinen ersten großen Auftrag. Zwischen 1902 und 1913 gab Schwathe neben seiner künstlerischen Tätigkeit zur Verbesserung eines Einkommens Unterricht an Wiener Mittelschulen. Schwathe lebte und wirkte nach dem Ersten Weltkrieg vor allem in Wien. Gegen Ende des Zweiten Weltkrieges wurde sein Wiener Atelier durch einen Luftangriff zerstört.
Sein Ehrengrab befindet sich auf dem Wiener Zentralfriedhof.

## Werke
- Grabmal für Otto Zinsmeister in Troppau, 1902
- Otto-Zinsmeister-Büste für das Troppauer Krankenhaus, 1902
- Marienstatue auf der alten Wiener Marienbrücke, 1909
- Denkmal für Friedrich Ludwig Jahn an der Evangelischen Kirche in Troppau, 1913
- Porträt von Franz Ferdinand von Österreich-Este auf Schloss Konopiště – die Büste war das letzte Porträt des k.u.k. Thronfolgers vor dessen Ermordung
- Medaille Rotes Kreuz, Kriegshilfsbüro, Kriegsfürsorgeamt, Zink, 1914
- Ehrenmedaille für katholische Klosterschwestern im Lazarettdienst im Ersten Weltkrieg, 1915
- Abraham-a-Sancta-Clara-Denkmal im Wiener Burggarten, 1928
- Lourdesgrotte mit Marienstatue aus Laaser Marmor in der Michaelerkirche, gegenüber Denkmal des ermordeten Bundeskanzlers Dr. Engelbert Dollfuß, 1935/36
- Relief Soldat mit der Heiligen Maria, Hütteldorfer Pfarrkirche, 1943